# Le Paradis War Cemetery
Le Paradis War Cemetery is een begraafplaats gelegen in de Franse plaats Lestrem (Pas-de-Calais). De militaire graven worden onderhouden door de Commonwealth War Graves Commission.
De begraafplaats telt 115 geïdentificeerde Gemenebest graven uit de Tweede Wereldoorlog.